# Pinacoteca di palazzo Volpi
La Pinacoteca di palazzo Volpi è la pinacoteca civica di Como. Fa parte dei Musei civici di Como assieme al Museo archeologico "P. Giovio", al Museo Storico "Giuseppe Garibaldi" e al Tempio Voltiano.
Ospita una ricca pinacoteca, un archivio di disegni di architettura del Novecento (fra cui l'archivio Antonio Sant'Elia) e una biblioteca specializzata in arte.

## Storia del palazzo
Palazzo Volpi è l'antica dimora della nobile famiglia Volpi.
Il palazzo fu realizzato per volere del comasco Volpiano Volpi (1559-1629), arcivescovo di Chieti e residente a Roma, commissionò i disegni del palazzo a Sergio Venturi, architetto senese o romano. L'edificio venne costruito tra il 1622 e il 1633 sotto la supervisione di Pietro Paolo Raimondi, nipote di Volpiano Volpi, e la direzione del capomastro Marco Dotti di Piazza. La prevista pianta ad “U”, con la corte interna aperta sul giardino, rimase incompiuta nella parte settentrionale. Il palazzo è espressione di una mescolanza di due culture architettoniche ed abitatíve: quella romana e quella comasca.
L'edificio e il giardino rimasero proprietà dei Volpi fino alla metà del XVIII secolo, quando passarono in eredità ai Canarisi; nel 1839 furono venduti allo Stato, che destinò l'intera area all'amministrazione giudiziaria.
Nel 1855, al posto del giardino vennero costruite le carceri, mentre il palazzo venne utilizzato come sede della Corte d'assise del tribunale fino al 1968.
Acquistato dal comune di Como negli anni Settanta, il palazzo venne dapprima restaurato con l'eliminazione delle aggiunte ottocentesche da parte dell'architetto Gianfranco Caniggia e trasformato in museo (1989); infine, nel 2003, è stato adeguato come sede delle civiche raccolte d'arte e rinnovato negli allestimenti espositivi.

## L'esposizione permanente
Palazzo Volpi raccoglie opere d'arte dal territorio comasco in quattro sezioni:
- Medioevo
- Rinascimento
- Quadreria storica
- Novecento.

Alle suddette sezioni si aggiunge il cosiddetto "Campo quadro", uno spazio dedicato a mostre temporanee. 

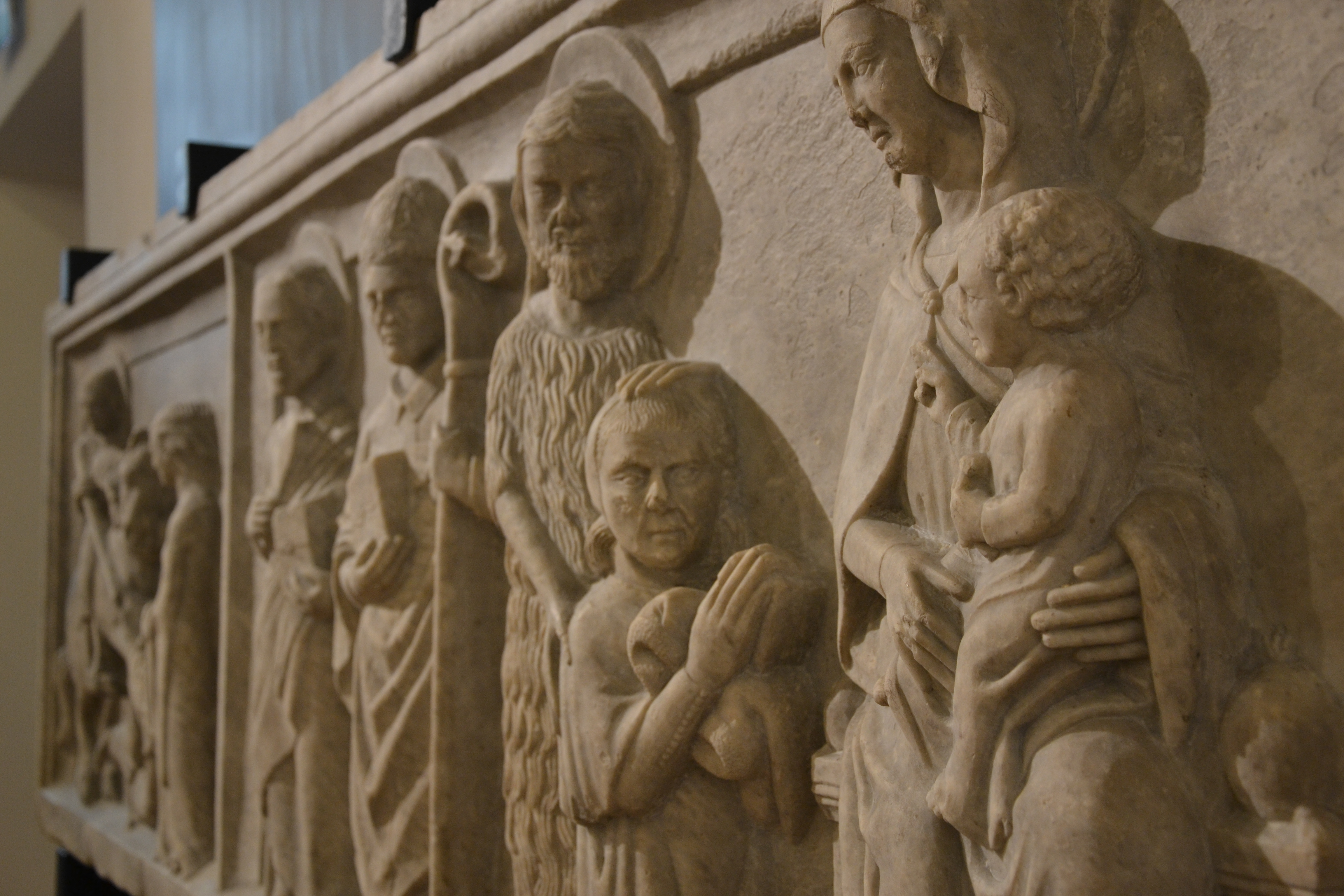
Sarcofago campionese

### Collezione del Medioevo
La sezione medievale, situata nell'ala meridionale del Palazzo, raccoglie numerosi materiali lapidei risalenti all'età carolingia, provenienti dalla Basilica di Sant'Abbondio. La sezione include inoltre una serie di affreschi e sculture in stile romanico e gotico, risalenti ad un periodo che va dalla fine del VI secolo al XIV secolo.
La seguente lista riporta un elenco delle sale dedicate al Medioevo.
- Il convento benedettino di Santa Margherita, in cui si segnalano, in particolare, un portale romanico e alcuni affreschi gotici[4] (tra i quali un Sant'Ambrogio primotrecentesco[5]) provenienti dalla distrutta chiesa del convento[3].
- Uso e lavorazione delle pietre
- Chiese del territorio comasco
- Chiesa di San Giorgio in Borgovico: gli affreschi dell'abside maggiore
- La Basilica di Sant'Abbondio prima del mille
- Il cantiere medioevale
- La scultura romanica comasca, che include importanti rilievi un tempo caoticamente murati alle pareti dello scalone di Palazzo Giovio[4]
- Il duecento e l'aggiornamento gotico
- Chiesa di San Giorgio in Borgovico: gli affreschi delle absidi minori
- Scultura e pittura gotica nel territorio comasco

Di epoca medievale è anche una meridiana in pietra databile al 1193, originariamente collocata nel cortile dell'Abbazia dell'Acquafredda di Lenno.

### Collezione del Rinascimento
Sale dedicate al Rinascimento:
- Umanesimo ad opera dei Giovio (Benedetto e Paolo Giovio): ritratti gioviani[3]
- Il cantiere del Duomo di Como (vetrate, sculture, arazzi, modelli lignei, disegni relativi al progetto della cupola).[4]
- Tracce rinascimentali nel territorio comasco

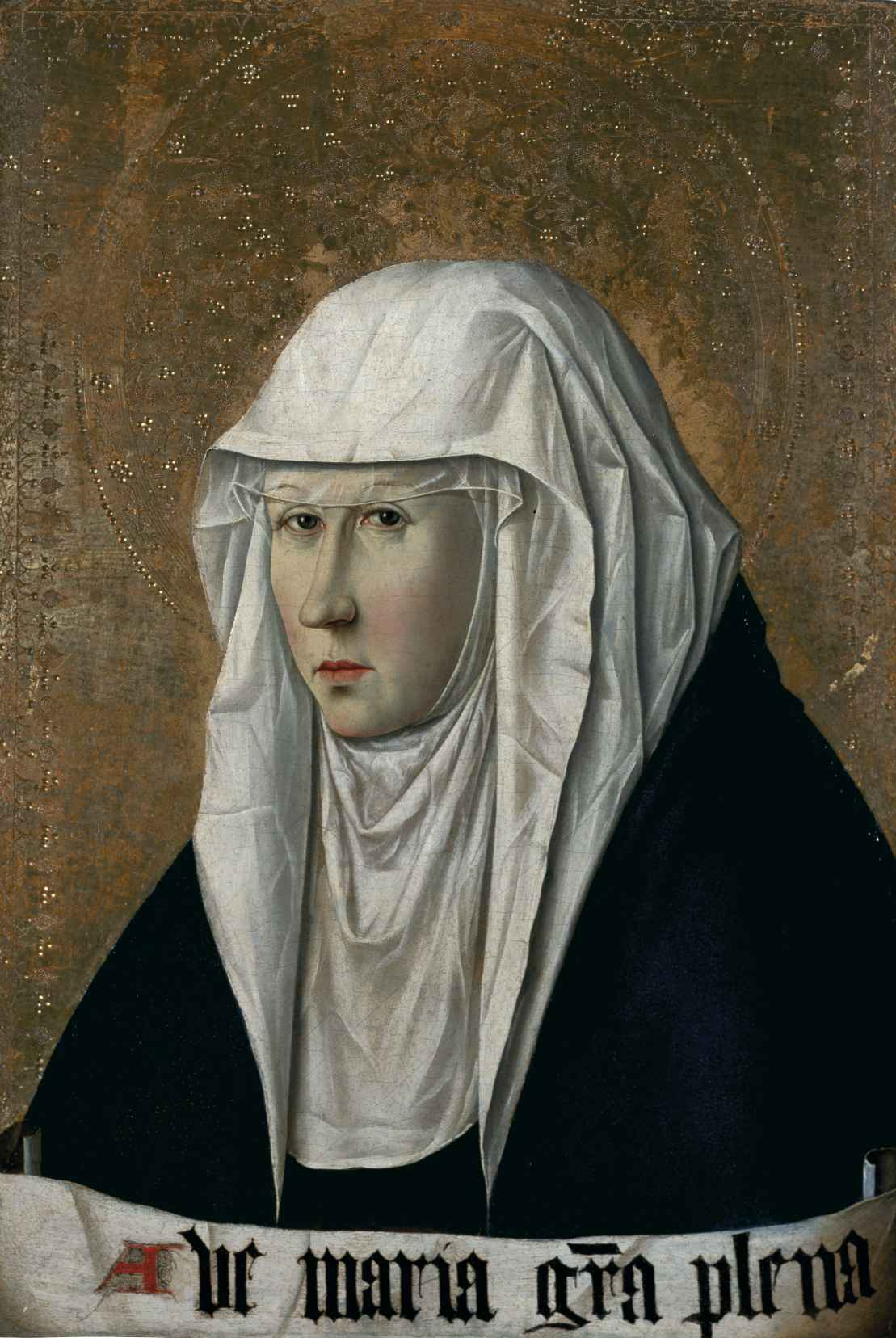
Antonello da Messina, Virgo advocata

### Collezione della quadreria storica
Nella Quadreria, che offre una panoramica degli artisti attivi a Como dal XVI al XIX secolo, si trovano grandi pale provenienti da chiese cittadine non più esistenti. Tra di esse, si annoverano due lunette provenienti dalla chiesa del monastero domenicano di San Giovanni in Pedemonte, abbattuta nel 1810: la Caduta degli angeli ribelli di Pier Francesco Mazzucchelli e il Trionfo dell'arcangelo Michele di Carlo Francesco Nuvolone. In questa sezione inoltre conservate opere di Cristoforo Caresana, Giovanni Paolo Ghianda e dei fratelli Recchi, nonché tre dipinti di Giovanni Pietro Gnocchi.
La quadreria raccogli inoltre dipinti provenienti da collezioni private.
La seguente lista riporta un elenco delle sale della quadreria storica:
- Dalle chiese e dai palazzi di Como
- Il paesaggio nei dipinti ottocenteschi: l'idea del lago e della Brianza

All'interno dell'area dedicata al barocco tra Milano e Como si trovano dipinti coevi realizzati da autori provenienti dall'area milanese-comasca. Tra esse, degne di nota sono il Conforto del condannato e la Samaritana al Pozzo di Agostino Santagostino.
Due ulteriori aree dedicate al "ritratto" e alla "pittura di genere" conservano invece il Ritratto di Vespasiano Gonzaga all'età di ventotto anni, che la tradizione vuole attribuito al fiammingo Antonio Moro, due Vasi con composizioni floreali realizzati da Mario Nuzzi e le Battaglie di Antonio Calza. 

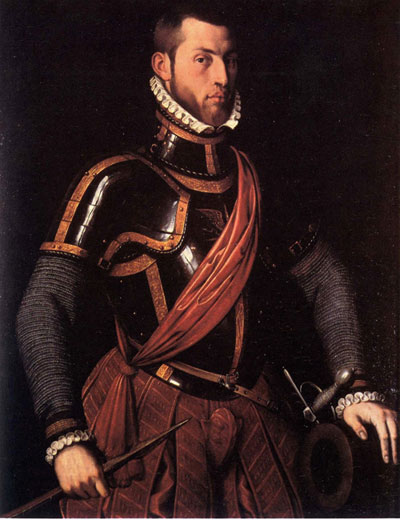
Ritratto di Vespasiano Gonzaga

Notevoli nell'area sul Settecento sono la Consacrazione del Cardinale Giuseppe Pozzobonelli nella Basilica dei SS. Ambrogio e Carlo al Corso di Giovanni Paolo Panini, il dipinto Vulcano di Pompeo Batoni, un Ritratto di gentildonna di Alessandro Magnasco e l'Angelo custode di Pietro Ligari (1734, opera proveniente dall'altare di San Sebastiano del Duomo di Como).

### Collezione del Novecento
Le sale dedicate al Novecento documentano con fotografie, dipinti, disegni e sculture gli episodi salienti dell'arte del XX secolo a Como:
- La città ideale di Antonio Sant'Elia
- La città razionalista
- Il Gruppo di Como
- La pittura razionalista
- La pittura del Novecento
- La linea figurativa tra suggestione cromatica e valori della forma
- Il paesaggio
- Ico Parisi: l'uomo e il suo spazio vitale

Tra le opere conservate in queste raccolte, progetti di Giuseppe Terragni e dipinti di Mario Radice, Carla Badiali e Manlio Rho.